# Daemonologie

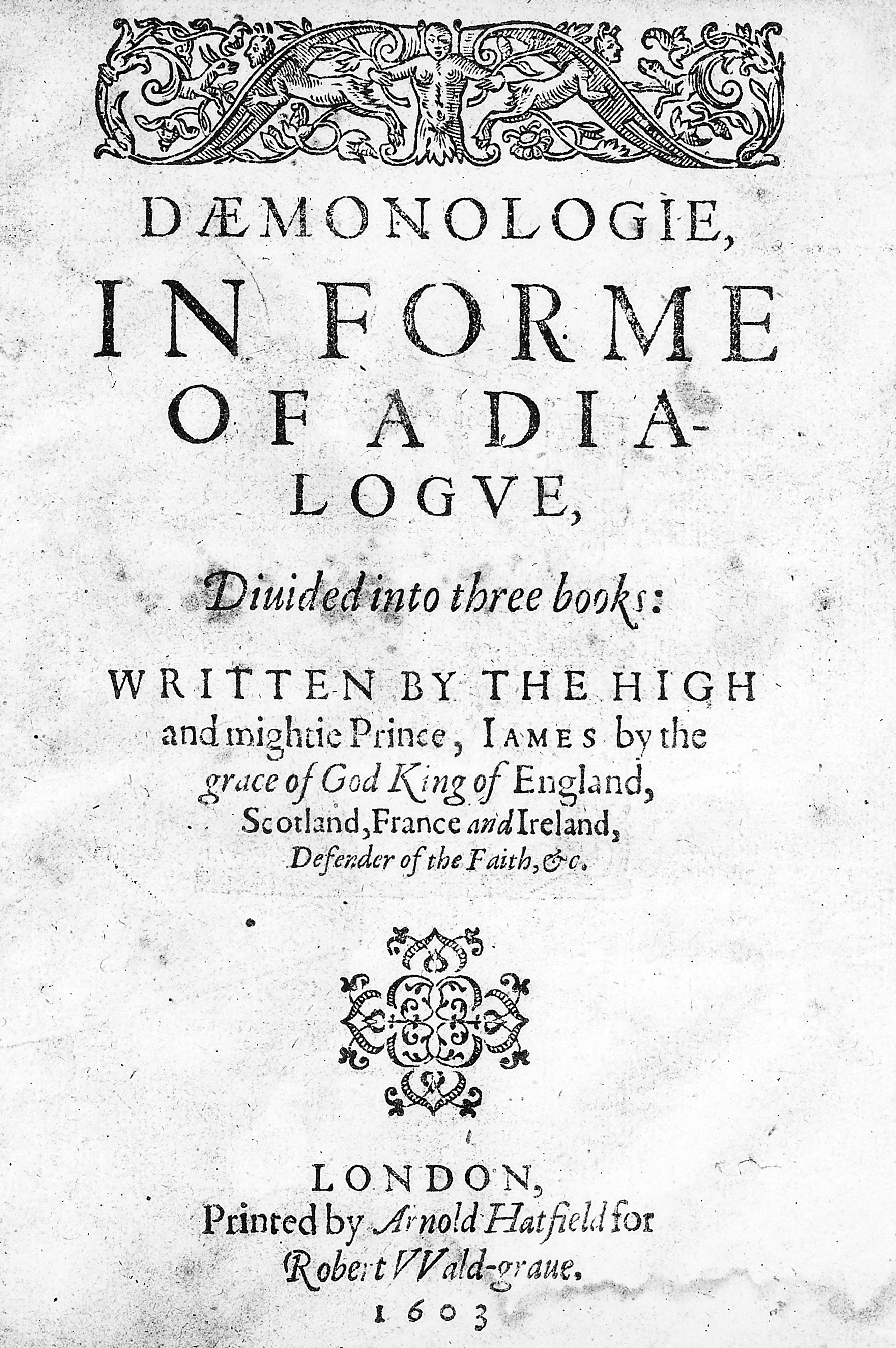
Couverture du Daemonologie, dans une édition de 1603.

Daemonologie (titre complet Dæmonologie, In Forme of a Dialogue, Divided into three Books. By James Rx) est un livre rédigé et publié en 1597 par Jacques VI d'Écosse (plus tard roi d'Angleterre). Dans son livre, il approuve et appuie la chasse aux sorcières. Il commence son livre par : 

« L'inquiétante abondance, dans notre pays à notre époque, de ces détestables esclaves du diable, les sorcières et les enchanteurs, m'incite (cher lecteur) à vous écrire cette note, ce traité de ma main (...) pour éliminer le doute (...) que de telles attaques de Satan sont assurément pratiquées, et que ses instruments méritent la punition la plus sévère. »

Son implication personnelle dans le procès des sorcières de North Berwick aurait influencé sa perception.

### Traductions de
1. ↑  (en) « The fearefull aboundinge at this time in this countrie, of these detestable slaves of the Devil, the Witches or enchaunters, hath moved me (beloved reader) to dispatch in post, this following treatise of mine (...) to resolve the doubting (...) both that such assaults of Satan are most certainly practised, and that the instrument thereof merits most severely to be punished »